# Ābgarm
Ābgarm (persiska: آبگرم, آبِ گَرم, آب گَرم) är en ort i Iran.   Den ligger i provinsen Qazvin, i den nordvästra delen av landet, 190 km väster om huvudstaden Teheran. Ābgarm ligger 1 546 meter över havet och antalet invånare är 5 191.
Terrängen runt Ābgarm är kuperad åt nordväst, men åt sydost är den platt. Ābgarm ligger nere i en dal. Runt Ābgarm är det ganska tätbefolkat, med 108 invånare per kvadratkilometer. Ābgarm är det största samhället i trakten. Trakten runt Ābgarm består i huvudsak av gräsmarker.